# Marco Ravaglioli
Marco Ravaglioli (Roma, 7 febbraio 1952) è un giornalista e politico italiano.

## Biografia
Figlio di Armando Ravaglioli, scrittore e giornalista di cose romane, ha ereditato dal padre la passione per Roma, manifestata in numerose iniziative di studio e divulgazione della realtà storica e delle problematiche cittadine. Giornalista della RAI dal 1981 al 2013, è stato redattore diplomatico per le attività internazionali del Ministro degli Esteri, cronista e redattore di politica estera al quotidiano Il Popolo.
Dal 1985 al 1992 è stato consigliere comunale per la Democrazia Cristiana al Comune di Roma ricoprendo dal 1989 al 1992, nella prima Giunta Carraro la carica di assessore ai Servizi Civili e al Decentramento amministrativo. Viene eletto deputato nazionale per la DC nell'XI Legislatura (1992-94) nel collegio di Roma.
Durante la Segreteria della DC di Mino Martinazzoli ha fatto parte della Direzione del partito come incaricato della SPES. Dal 1987 al 1992 è stato Presidente nazionale del Centro Italiano per il Turismo Sociale.